# Taliesin East

Taliesin East, de multe ori doar Taliesin /ˌtæl.iˈɛs.ɪn/ situat în Spring Green, Wisconsin, a fost reședința de vară și atelierul arhitectului american Frank Lloyd Wright. Wright a început construirea casei în 1911, după despărțirea de prima soție, Catherine Tobin, și, respectiv, părăsirea casei și a atelierului său din Oak Park, Illinois, ambele întâmplate în 1909. Motivul principal al acestei separării fizice și matrimoniale a fost legătura amoroasă a lui Wright cu Mamah Borthwick Cheney, soția unuia din clienții săi, Edwin Cheney. Casa și atelierul său de iarnă, Taliesin West, fondate în 1937, se găsesc în partea de nord-est a orașului Scottsdale din Arizona.